# Dendrochilum murudense
Dendrochilum murudense là một loài thực vật có hoa trong họ Lan. Loài này được (J.J.Wood) J.J.Wood mô tả khoa học đầu tiên năm 2001.